# Иннергофер, Зепп
Зепп Иннергофер (нем. Sepp Innerhofer; 13 апреля 1928, Мерано, Венеция Тридентина — 16 мая 2019, Шена, Трентино-Альто-Адидже)) — австрийский националист, фермер, деятель и сооснователь Комитета освобождения Южного Тироля. Один из организаторов «Огненной ночи» 1961 года.
В последнее время проживал в Шене и работал фермером. Регулярно участвовал в съезде представителей австрийской общины и читал им лекции об истории националистического движения в Южном Тироле.